# Государственный долг

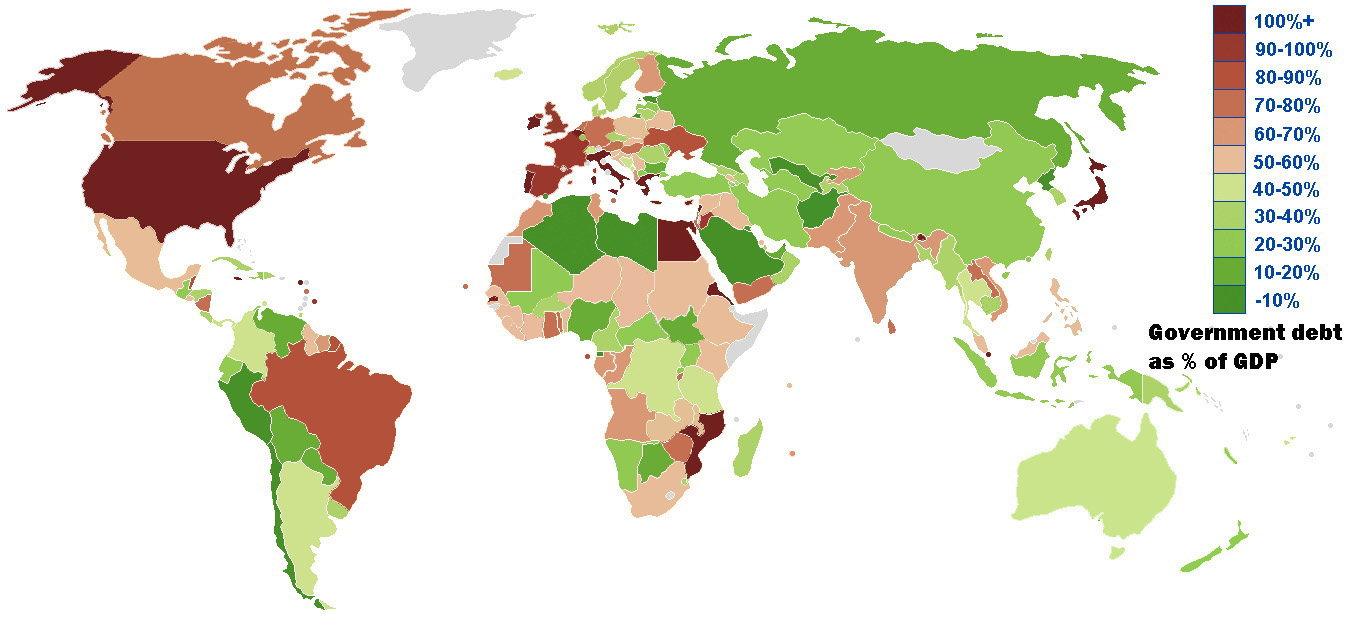
Государственный долг стран в процентах к ВВП по состоянию на 2012 год

Госуда́рственный долг — результат финансовых заимствований государства, осуществляемых для покрытия дефицита бюджета и задействованных государственных гарантий по долгам частных и государственных компаний. Государственный долг равен сумме дефицитов прошлых лет с учётом вычета бюджетных излишков.
При рассмотрении государственного долга, как правило, не учитываются встречные требования этого государства к другим, то есть задолженность других государств или физических и юридических лиц этому государству не рассматривается. Также не учитываются обязательства государства в сфере социального и пенсионного обеспечений.
Размер государственного долга выражается в национальной валюте или её эквиваленте в любой другой валюте. Для сравнения уровней задолженности разных стран часто сопоставляют выраженное в процентах отношение государственного долга к размеру валового внутреннего продукта (ВВП).
В Бюджетном кодексе дано юридическое определение этого понятия как сумма долговых обязательств перед юридическими и физическими лицами, иностранными государствами, международными организациями и иными субъектами международного права.
Основной причиной образования государственного долга является дефицит государственного бюджета.

## Виды
По принадлежности кредитора:
- Внутренний — в роли кредиторов выступают резиденты субъекта-заёмщика, образуется в виде:
  - Долга по государственным ценным бумагам (ОФЗ и тп)
  - Гарантий государства под ценные бумаги, выпущенные акционерными обществами
  - Кредитов, выданных государству банками и другими кредиторами
  - Не выплаченных физическим и юридическим лицам компенсаций и др.
- Внешний — перед другими государствами, международными организациями и другими субъектами международного права
  - Долг по государственным ценным бумагам
  - Кредиты, выданных государству внешними кредиторами
  - Гарантии государства под кредиты, полученные за рубежом организациями-резидентами
  - Задолженность по внешнеторговым операциям бюджетных организаций

По валюте долга:
- Номинированный в национальной валюте
- Номинированный в иностранной валюте (при этом Евро для европейских стран может считаться иностранной, так как страны еврозоны не могут напечатать или обесценить данную валюту)

По времени погашения:
- Капитальный долг — вся сумма выпущенных и непогашенных долговых обязательств государства, включая проценты
- Текущий долг — это расходы по выплате доходов и погашению обязательств

Другие виды:
- Валовой внутренний долг — долг образуется внутри каждой страны как сумма взаимной задолженности различных секторов экономики. Он имеет свою структуру и складывается из следующих элементов: государственный внутренний долг, долги корпоративного сектора, долг населения
- Консолидированный государственный долг — формируется путем продления срока действия кратко- и среднесрочных займов или путем объединения (унификации) ранее выпущенных средне- и краткосрочных займов в один долгосрочный заем. Таким образом, формируется консолидированный долг как часть общей суммы государственной задолженности в результате выпуска долгосрочных займов
- Краткосрочный государственный долг — это сумма всех долгов, имеющих первоначальное погашение в течение одного года или меньше, и проценты просрочки по долгосрочным долгам
- Валовой государственный долг — это сумма всех внутренних и внешних обязательств государства с процентами. Она, как правило, выражается в процентном отношении к ВВП страны

## Последствия накопления государственного долга
Государственный долг бывает внутренний и внешний, в национальной валюте и в иностранной. Многочисленные исследования показывают, что степень и характер воздействия государственного долга на экономику неоднозначны для различных групп стран, в то время как прослеживается наличие критического порога внешнего долга для развивающихся стран, после которого воздействие на экономический рост становится отрицательным, для развитых стран такой порог чаще отсутствовал:
- Г. Шиманович на основе линейной модели роста выявил отрицательную зависимость внешнего долга и экономического роста в постсоциалистических странах за период с 1995 по 2007 г: рост соотношения внешнего долга к ВВП на 1 % снижает темпы прироста душевого ВВП на 0,06 %[6][7]
- К. Рейнхарт и К. Рогофф на примере выборки из 20 развитых и 24 развивающихся стран провели сравнительный анализ влияния внутреннего государственного долга и совокупного внешнего долга страны на динамику экономического роста[6]. Для развивающихся стран авторы выявили более высокое пороговое значение государственного долга по сравнению с совокупным внешним, превышение которого негативно влияет на изменение душевого ВВП[6]. Так, при достижении уровня внешнего долга 60 % от ВВП среднегодовые темпы прироста ВВП снижаются на 2 %, при превышении отметки 90 % от ВВП — темпы прироста уменьшаются наполовину[6].
- Т. Эфтимиадис и П. Тсинзос на основе исследования модели эндогенного роста пришли к выводу, что сокращение удельного веса внешних заимствований в структуре государственного долга положительно влияет на долгосрочный экономический рост, главным образом, за счет снижения оттока внутреннего капитала за границу[8].
- С. Шаббир, используя данные внешнедолговой нагрузки по 24 развивающимся странам за период с 1976 по 2003 г., установил, что внешняя задолженность отрицательно коррелирует с динамикой инвестиций, что в свою очередь, приводит к снижению темпов экономического роста[9].
- А. Шкларек и Ф. Рамон-Баллестер по результатам анализа выборки из 20 латиноамериканских стран за период 1970—2002 гг пришли к выводам, что совокупный и государственный внешний долг отрицательно коррелируют с динамикой ВВП на душу населения основным каналом воздействия внешнего долга на динамику роста является изменение уровня накопления капитала, а не его производительности.
- Д. Амассома провел анализ влияния внутреннего и внешнего долга на экономический рост на примере Нигерии за период с 1970 по 2009 г[6][10]. В результате анализа было установлено, что зависимость динамики душевого ВВП с внутренним долгом имеет положительный характер, и, наоборот, с внешним — отрицательный[6][10].

Другие последствия:

Динамика государственного долга России в 1999—2010 годах, в % к ВВП

- Переложение налогового бремени на будущие поколения (в тех случаях, когда рост ВВП менее стоимости обслуживания долга).
- Перераспределение доходов среди населения. Те, кто вкладывает сбережения в государственный долг, получают его обратно с процентами, в то время как те, кто не имеет такой возможности вынуждены лишь платить налог на его обслуживание.
- Вытеснение (сокращение) частных инвестиций в силу выпуска государственных ценных бумаг.
- Понижение устойчивости экономики страны к негативным рискам (например, сейчас обслуживание американского долга обходится очень дёшево в виду низкой процентной ставки, но в условиях финансового кризиса ставки могут возрасти, что увеличит нагрузку на сокращающийся, из-за снижения деловой активности и как следствия снижения собираемых налогов, бюджет). Особенно опасными с данной точки зрения являются внешние долги в иностранной валюте (например см. долговой кризис в Греции)

Пик Российского государственного долга пришёлся на 1998 г. (146,4 % ВВП). На 1 января 2000 г. внешний долг достиг 146 млрд долларов (а суммарный внешний и внутренний государственный долг составлял 84 % ВВП). На начало 2007 года государственный внешний долг был снижен до 52 млрд долларов (5 % ВВП).
Для сравнения госдолг других стран — экспортеров углеводородов (МВФ, 2011), % ВВП:
- Кувейт — 7,4 %
- Саудовская Аравия — 7,5 %
- Узбекистан — 9,1 %
- Казахстан — 11 %
- Азербайджан — 10 %
- Норвегия — 30 %

Государственный долг по странам Европейского союза в процентах от ВВП в 2013 году:
- Франция — 93,5 %
- Германия — 78,4 %
- Португалия — 129,0 %
- Италия — 132,6 %
- Греция — 175,1 %

Для сравнения:
- США — 116,4 % ВВП (2016 г.)
- Япония — 239,2 % ВВП (2016 г.)

По оценке агентства Bloomberg, государственный долг стран мира в 2024 году может достигнуть 100 трлн долларов — 94,8% планетарного ВВП, что вызовет глобальный шок. В США госдолг достигнет 97,4%, в странах G7 — 125,9%,  Японии — 254%,  Великобритании — 103,2%, Франции — 111,3, в Китае — 62,1%. К 2050 году глобальный долг достигнет 122,3% к ВВП.

## Государственный долг по странам
| Государство (валюта) | Государство (валюта) | Общий государственный долг по состоянию на 2-й квартал 2021 года | Общий государственный долг по состоянию на 2-й квартал 2021 года | Общий государственный долг по состоянию на 2-й квартал 2021 года |
| Государство (валюта) | Государство (валюта) | в млн валюты                                                     | % от ВВП                                                         | графически проценты от ВВП                                       |
| -------------------- | -------------------- | ---------------------------------------------------------------- | ---------------------------------------------------------------- | ---------------------------------------------------------------- |
| Среднее по Евросоюзу | EUR                  | 12 617 278                                                       | 90,9                                                             |                                                                  |
| Среднее по еврозоне  | EUR                  | 11 606 928                                                       | 98,3                                                             |                                                                  |
| Греция               | EUR                  | 354 010                                                          | 207,2                                                            |                                                                  |
| Италия               | EUR                  | 2 696 249                                                        | 156,3                                                            |                                                                  |
| Португалия           | EUR                  | 277 508                                                          | 135,4                                                            |                                                                  |
| Испания              | EUR                  | 1 424 692                                                        | 122,8                                                            |                                                                  |
| Франция              | EUR                  | 2 761 987                                                        | 114,6                                                            |                                                                  |
| Бельгия              | EUR                  | 546 796                                                          | 113,7                                                            |                                                                  |
| Кипр                 | EUR                  | 24 879                                                           | 112,0                                                            |                                                                  |
| Хорватия             | EUR                  | 340 809                                                          | 87,5                                                             |                                                                  |
| Австрия              | EUR                  | 334 657                                                          | 86,2                                                             |                                                                  |
| Словения             | EUR                  | 39 463                                                           | 80,0                                                             |                                                                  |
| Венгрия              | HUF                  | 39 416 661                                                       | 77,4                                                             |                                                                  |
| Германия             | EUR                  | 2 398 303                                                        | 69,9                                                             |                                                                  |
| Финляндия            | EUR                  | 167 074                                                          | 69,4                                                             |                                                                  |
| Словакия             | EUR                  | 57 868                                                           | 61,4                                                             |                                                                  |
| Мальта               | EUR                  | 8 026                                                            | 59,5                                                             |                                                                  |
| Ирландия             | EUR                  | 234 503                                                          | 59,1                                                             |                                                                  |
| Польша               | PLN                  | 1 402 042                                                        | 57,4                                                             |                                                                  |
| Нидерланды           | EUR                  | 447 123                                                          | 54,2                                                             |                                                                  |
| Румыния              | RON                  | 526 213                                                          | 47,5                                                             |                                                                  |
| Литва                | EUR                  | 23 115                                                           | 44,6                                                             |                                                                  |
| Латвия               | EUR                  | 13 295                                                           | 43,3                                                             |                                                                  |
| Чехия                | CZK                  | 2 517 033                                                        | 42,7                                                             |                                                                  |
| Дания                | DKK                  | 955 297                                                          | 39,7                                                             |                                                                  |
| Швеция               | SEK                  | 1 950 305                                                        | 37,9                                                             |                                                                  |
| Люксембург           | EUR                  | 17 884                                                           | 26,2                                                             |                                                                  |
| Болгария             | BGN                  | 30 752                                                           | 24,7                                                             |                                                                  |
| Эстония              | EUR                  | 5 531                                                            | 19,6                                                             |                                                                  |

## Сноски и примечания
1. 1 2  Государственный долг РФ. Сущность и формы государственного долга.. Дата обращения: 16 апреля 2012. Архивировано из оригинала 28 марта 2018 года.
2. ↑  Маммаева З.М. Государственный долг России: оценка современного состояния // УЭПС: управление, экономика, политика, социология. — 2017. — Вып. 1. — С. 109–114. — ISSN 2412-2025. Архивировано 26 апреля 2024 года.
3. 1 2 3  Сидорин Никита Ильич, Шовгуров Станислав Евгеньевич. ГОСУДАРСТВЕННЫЙ ДОЛГ (ВНУТРЕННИЙ И ВНЕШНИЙ) И ПУТИ ЕГО ПОКРЫТИЯ // Скиф. Вопросы студенческой науки. — 2021. — Вып. 6 (58). — С. 72–76. — ISSN 2587-8204. Архивировано 26 апреля 2024 года.
4. ↑  Батсайхан Гарамханд, Хам Юлия Юрьевна. Государственный долг: причины образования и социально-экономические последствия // E-Scio. — 2018. — Вып. 5 (20). — С. 229–231. Архивировано 26 апреля 2024 года.
5. ↑  Госдолг США 2024: что это, размер, потолок, структура. quote.rbc.ru. Дата обращения: 26 апреля 2024. Архивировано 26 апреля 2024 года.
6. 1 2 3 4 5 6  Атаев Арслан Мурадович. Теоретические аспекты воздействия внешнего долга на динамику экономического роста // Государственное и муниципальное управление. Ученые записки. — 2012. — Вып. 1. — С. 211–218. — ISSN 2079-1690. Архивировано 26 апреля 2024 года.
7. ↑  Рабочие материалы - Исследовательский центр ИПМ (англ.). www.research.by. Дата обращения: 27 апреля 2024. Архивировано 1 декабря 2023 года.
8. ↑  Efthimiadis T. Tsintzos P. The Share of External Debt and Economic Growth (grk) // Centre for Planning and Economic Research;. — 2011. — Март. Архивировано 26 апреля 2024 года.
9. ↑  Safia Shabbir. Does External Debt Affect Economic Growth: Evidence from Developing Countries (англ.) // SBP Working Paper Series. — 2013. — July (vol. No. 63). Архивировано 26 апреля 2024 года.
10. 1 2  D. Amassoma. External Debt, Internal Debt and Economic Growth Bound in Nigeria using a Causality Approach (англ.) // Current Research Journal of Social Sciences. — 2011. — No. 3 (4). — P. 320-325. — ISSN 2041-3246. Архивировано 19 ноября 2023 года.
11. ↑  Обращение посла Российской Федерации П. В. Стегния к участникам черноморского форума по вопросам развития делового сотрудничества. Стамбул, 3 марта 2004 г. Архивная копия от 30 июня 2011 на Wayback Machine // Посольство Российской Федерации в Турции
12. ↑  Это сравнение не вполне корректно из-за различной степени вовлечённости перечисленных государств в экономику. При высокой степени вовлечённости (Россия, Казахстан), в объём государственного долга следует также включать внешнюю задолженность корпораций, пропорционально степени государственного участия
13. ↑  Craig Stirling. World’s $100 Trillion Fiscal Timebomb Keeps Ticking // Bloomberg. — 2024. — 19 октября.
14. ↑  Government debt down to 98.3% of GDP in euro area (англ.). European Commission (20 октября 2021). Дата обращения: 20 января 2022. Архивировано 7 марта 2022 года.